# Dragan Đukić
Dragan Djukić (Belgrado, 29 marzo 1939) è un ex calciatore jugoslavo naturalizzato serbo, dal 2003 cittadino serbo-montenegrino e dal 2006 serbo, di ruolo centrocampista.

## Carriera

### Calciatore
Nella stagione 1962-1963 Djukić è in forza all'OFK Belgrado, con cui ottiene il quinto posto in campionato e con cui raggiunge le semifinali della Coppa delle Coppe 1962-1963, perdendo la doppia sfida con i futuri campioni del Tottenham. Nella competizione europea Djukić segnò la prima rete nella vittoria per 5-1 contro i nordirlandesi del Portadown nel turno di andata degli ottavi di finale.
Nella stagione 1965-1966 è al Radnički Belgrado con cui, a causa del quindicesimo e penultimo posto ottenuto, retrocede nella cadetteria jugoslava.
Nell'estate 1967 viene ingaggiato dagli statunitensi del Los Angeles Toros per giocare nella NPSL I, progenitrice insieme alla USA, della più nota NASL. Lascerà a stagione in corso i Toros per giocare nell'Oakland Clippers, allenato dal connazionale Ivan Toplak, con cui vince la NPSL I, segnando tra l'altro una tripletta nella finale di ritorno del torneo contro il Baltimore Bays. L'anno dopo sempre con i Clippers disputa la prima edizione della NASL, chiusa al secondo posto della Pacific Division.

## Palmarès

### Competizioni nazionali
- NPSL I: 1

Oakland Clippers: 1967